# Alligator Records 20th Anniversary Tour
Alligator Records 20th Anniversary Tour ist ein Livealbum des in Chicago beheimateten Blueslabels Alligator Records. Es wurde auf der Tournee zur Feier des 20-jährigen Gründungsjubiläums der Firma aufgenommen.

## Allgemeines
Alligator Records gehört zu den wichtigsten Blueslabels der USA, so wurden Alben der Firma mit zwei Grammys und 70 Blues Awards ausgezeichnet. Zum Firmenjubiläum erschien eine Sammlung von Aufnahmen der wichtigsten Künstler (Alligator Records 20th Anniversary Collection) und eine Tournee wurde organisiert, die Aufnahmen wurden Anfang 1993 veröffentlicht. Die beiden CDs bringen Liveaufnahmen von Koko Taylor and Her Blues Machine, Lonnie Brooks Blues Band, Elvin Bishop, Katie Webster und Lil' Ed & The Imperials, die Anfang der 1990er-Jahre beim Label unter Vertrag standen. Die Aufnahmen im Vic Theater, Chicago wurden ursprünglich für den Chicagoer Radiosender WXRT-FM aufgenommen und für die CDveröffentlichung neu gemischt. Katie Webster und Koko Taylor, die sich vorher kaum kannten, wurden auf der Tournee Freundinnen.  Während der Tournee entstanden auch Aufnahmen für den Dokumentarfilm Pride and Joy: The Story of Alligator Records (Regie und Produktion: Robert Mugge).

## Tracklist

### Disc 1
- 1 Killing Floor Lil Ed & the Blues Imperials 2:50
- 2 Can't Let These Blues Go Lil Ed & the Blues Imperials 3:38
- 3 Pride and Joy Lil Ed & the Blues Imperials 3:43
- 4 Mean Old Frisco Lil Ed & the Blues Imperials 4:10

Lil Ed & the Blues Imperials
- 5 Two-Fisted Mama Katie Webster 4:11
- 6 Pussycat Moan Katie Webster 5:25
- 7 Lord, I Wonder Katie Webster 5:30

Katie Webster
- 8 Stealin' Watermelons Elvin Bishop 4:41
- 9 Beer Drinking Woman Elvin Bishop 4:19
- 10  My Dog  Elvin Bishop 3:52
- 11  El-Bo Elvin Bishop 5:02

Elvin Bishop

### Disc 2
- 12 Wife for Tonight Brooks, Lonnie Blue ... 5:56
- 13 I Want All My Money Back Brooks, Lonnie 11:25
- 14 Those Lonely, Lonely Nights Brooks, Lonnie 5:28 Duett mit Katie Webster
- 15 Two Headed Man Brooks, Lonnie 6:25

Lonnie Brooks Blues Band
- 16 Something Strange Is Going On Taylor, Koko & Her Blues Machine 4:23
- 17 I'd Rather Go Blind Taylor, Koko & Her Blues Machine 4:49
- 18 Wang Dang Doodle Taylor, Koko & Her Blues Machine 5:40
- 19 It's a Dirty Job Taylor, Koko & Her Blues Machine 3:56 Duett mit Lonnie Brooks

Koko Taylor & Her Blues Machine
- 20 Sweet Home Chicago  10:06

All Star Jam

## Kritikerstimmen
- Stephen Thomas Erlewine - All Music Guide: „Featuring an array of their most popular acts .... the record doesn't deliver any surprises, yet these performances are frequently more exciting than the studio versions.“ („Obwohl hier die populärsten Künstler des Labels aufgeboten werden, birgt diese Zusammenstellung doch keine wirklichen Überraschungen, wenn auch die Aufnahmen oft inspirierter klingen als die jeweiligen Studioversionen.“)[3]
- New Music Report: „One of the finest live blues recordings you’ll ever hear“ („Eines der besten Blues-Livealben, das sie je zu hören bekommen werden.“)[2]